# سیارک ۲۰۵۳۰
سیارک ۲۰۵۳۰ (به انگلیسی: 20530 Johnayres، نامگذاری:1999RG55) بیست هزار و پانصد و سی‌امین سیارک کشف شده‌است که در ۷ سپتامبر ۱۹۹۹ کشف شد.
قدر مطلق سیارک برابر ۱۹.۵ است.